# Кальв
Кальв (нім. Calw, вимовляється Кальф [kalf], раніше Kalb  [kalp]) — місто в Німеччині, знаходиться в землі Баден-Вюртемберг. Підпорядковується адміністративному округу Карлсруе. Адміністративний центр однойменного району.
Площа — 59,88 км2. Населення становить 23 716 ос. (станом на 31 грудня 2020).

## Відомі жителі
У місті народився і помер відомий біолог Карл Фрідріх фон Гертнер. Також тут народився Герман Гессе

## Галерея

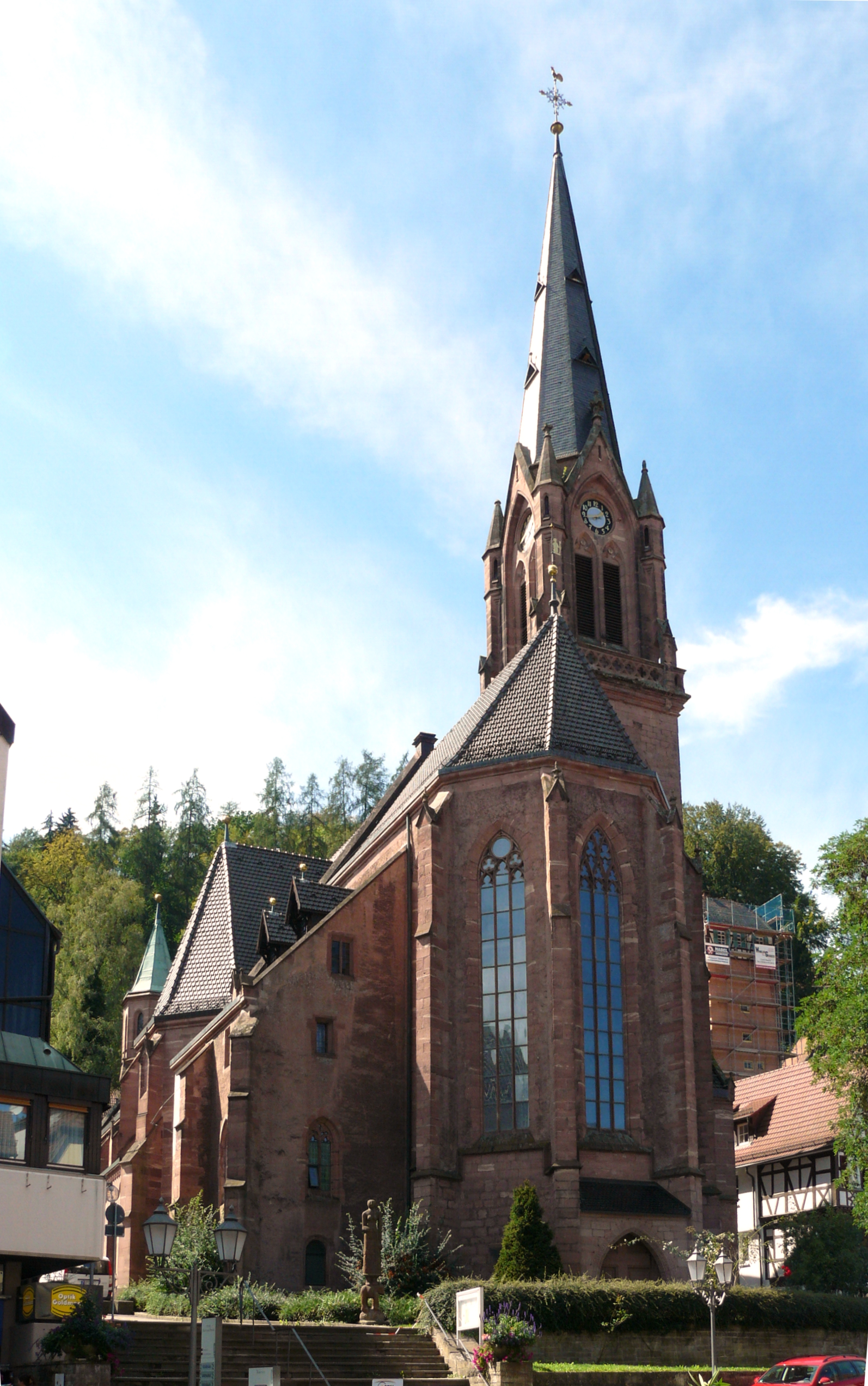
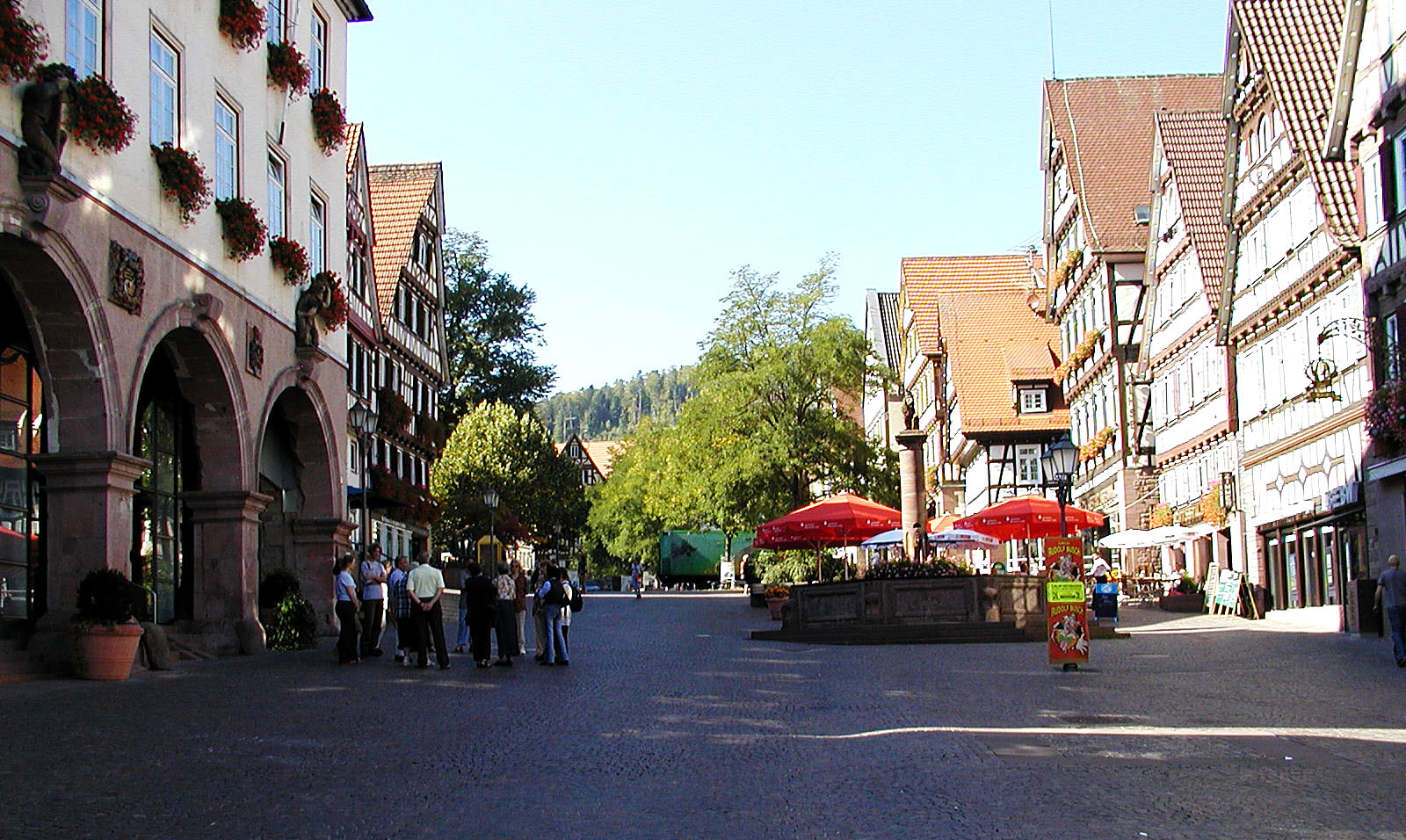
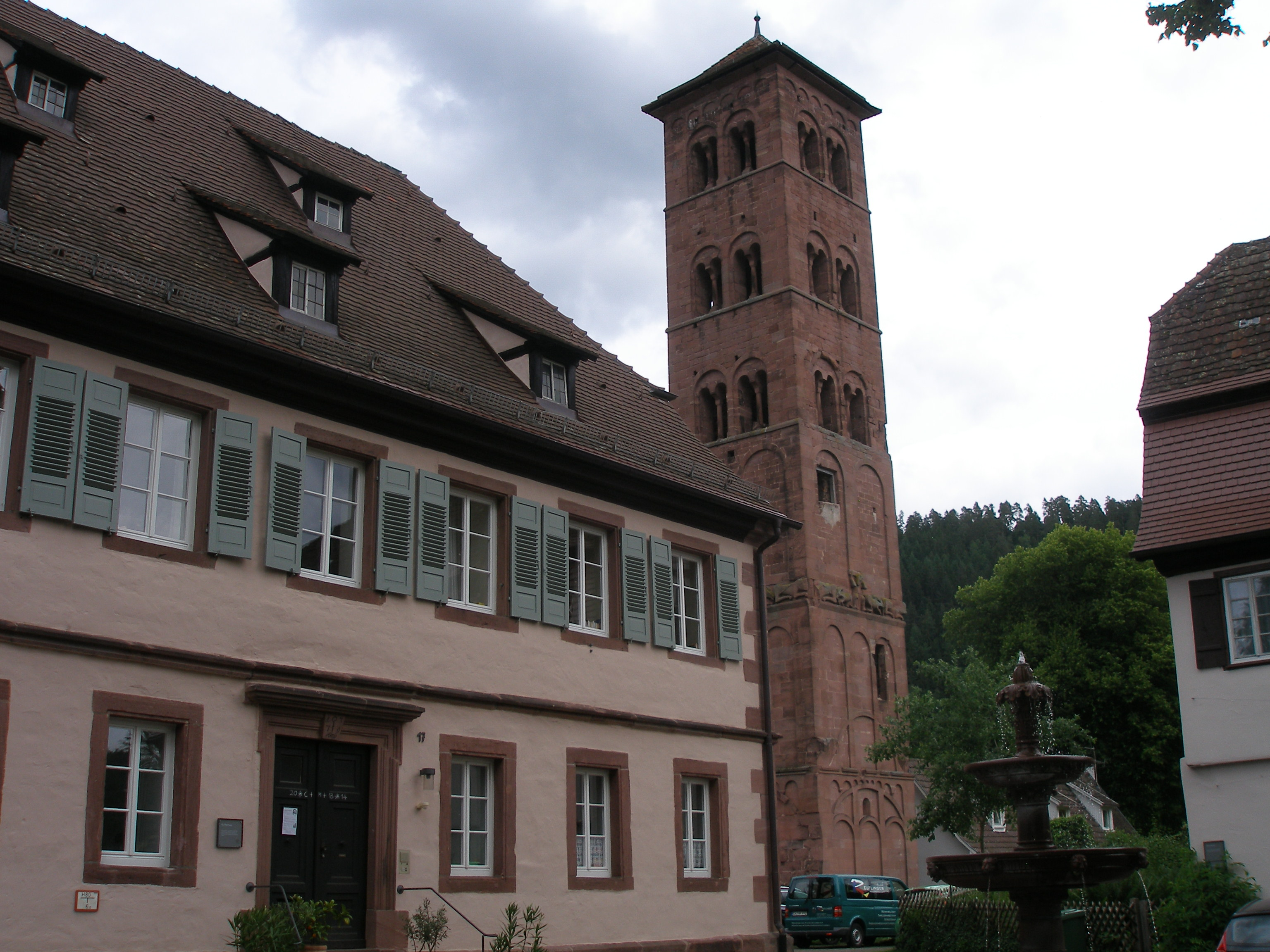
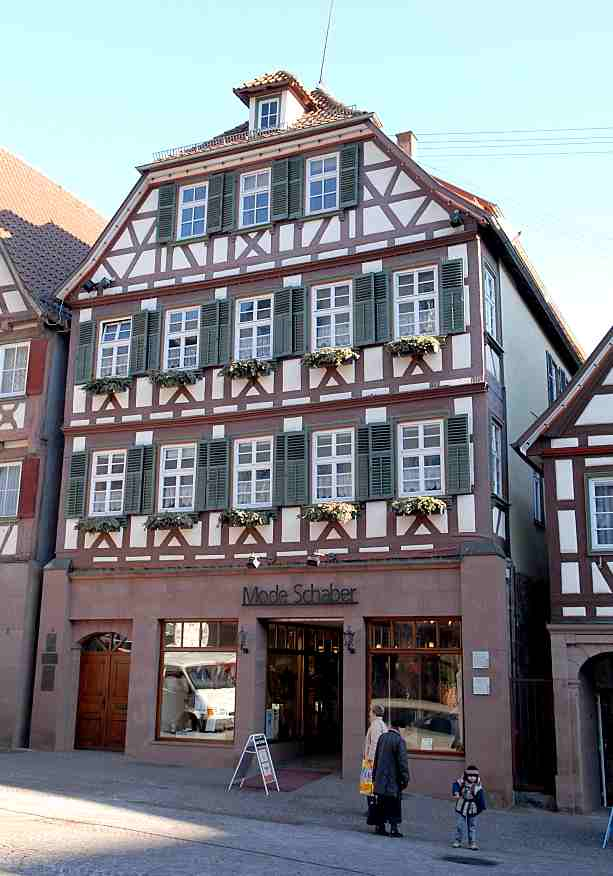
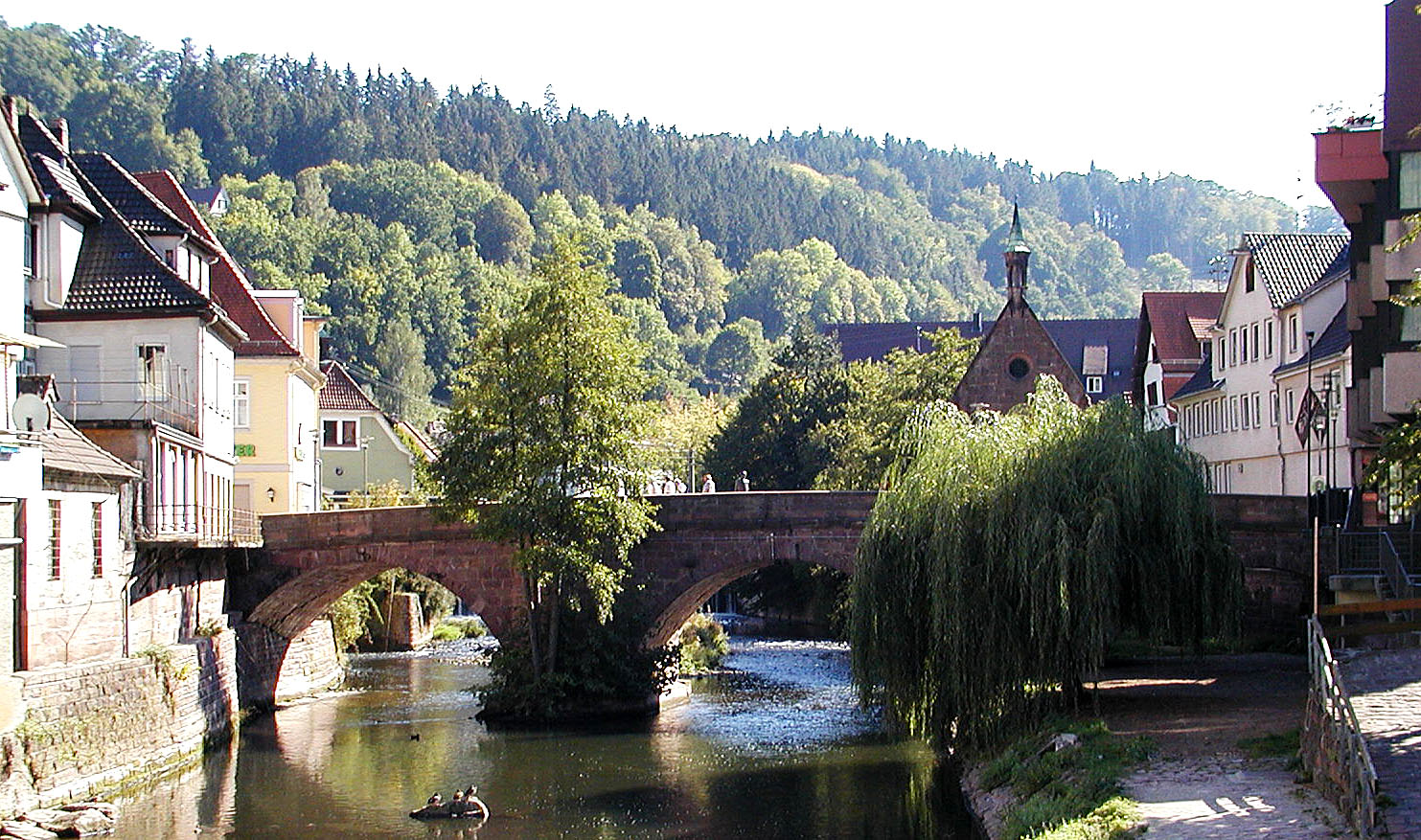
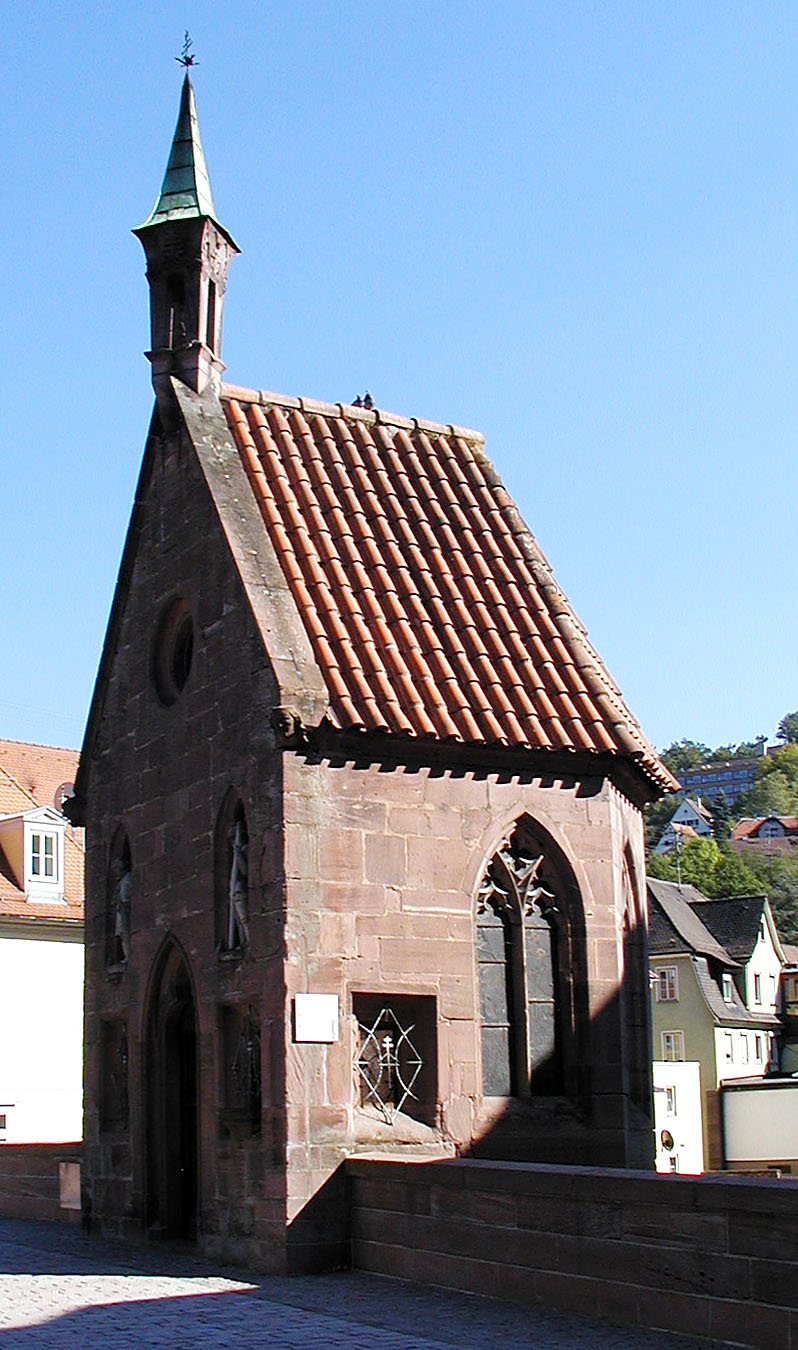